# Ulrich Mundt
Ulrich Mundt (Berlim, 24 de Outubro de 1915 - 29 de Janeiro de 1945) foi um instrutor e piloto alemão da Luftwaffe durante a Segunda Guerra Mundial. Voou cerca de 537 missões de combate, nas quais destruiu 40 tanques inimigos, 25 pontes, um navio cargueiro e ainda danificou um cruzador. Foi condecorado com a Cruz Germânica em ouro e com a Cruz de Cavaleiro da Cruz de Ferro.